# Solenobia reliqua
Solenobia reliqua är en fjärilsart som beskrevs av Leo Sieder 1953. Solenobia reliqua ingår i släktet Solenobia och familjen säckspinnare. Inga underarter finns listade i Catalogue of Life.